# Michał Sutor
Michał Sutor (zm. po 1362 r.) – bydgoski mieszczanin, pierwszy odnotowany historycznie burmistrz Bydgoszczy. Sprawował ten urząd w 1362 r.